# Enrique Gómez Carrillo
Enrique Gómez Tible, más conocido como Enrique Gómez Carrillo (Ciudad de Guatemala, 27 de febrero de 1873-París, 29 de noviembre de 1927), fue un crítico literario, escritor, periodista y diplomático guatemalteco nacionalizado argentino. Escribió alrededor de ochenta libros, de géneros variados, aunque destacan principalmente sus crónicas internacionales, en las que ejercitó una prosa realmente modernista y fue llamado el «Príncipe de los Cronistas». Fue promotor del gobierno del licenciado Manuel Estrada Cabrera como cónsul en Madrid, Londres, Hamburgo y París y es famoso también por su vida bohemia y viajera y por sus matrimonios con las escritoras y artistas Aurora Cáceres (1905-1906), Raquel Meller (1919-1920) y Consuelo Suncín (1926-1927).

## Biografía
Nació en la Ciudad de Guatemala el 27 de febrero de 1873. Sus padres fueron el guatemalteco Agustín Gómez Carrillo y la ciudadana española Josefina Tible, de origen belga. En 1881 la familia Gómez viaja a España y cuando regresa a América se fija en Santa Tecla, en El Salvador, porque no les agradaban los métodos de gobierno del general presidente Justo Rufino Barrios. La familia regresó a Guatemala después de la muerte de Barrios, ocurrida en 1885. Ingresó al Instituto Nacional Central para Varones en donde sus compañeros le molestaban llamándolo «Comestible», razón por la que decidió cambiarse el apellido por «Gómez Carrillo», como su padre.

### Inicios literarios

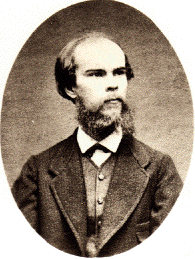
Paul Verlaine, una influencia decisiva en la vida de Gómez Carrillo.

Sin aplicación para los estudios, dejó el Instituto Nacional Central para Varones y se inició como escritor en diciembre de 1889 con una columna en el periódico El Imparcial llamada «Corona Fúnebre», la cual fue una crítica mordaz a la obra del desaparecido novelista e historiador guatemalteco José Milla y Vidaurre. Para escribir este documento contó con la ayuda de Manuel Coronel Matus, periodista nicaragüense que dirigía el periódico oficial El Guatemalteco y quien también lo recomendó al director de El Imparcial. El artículo fue blanco de numerosas críticas por parte de los admiradores de Milla, pero dio muestras del talento crítico de Gómez Tible.
En 1890, el general presidente de Guatemala Manuel Lisandro Barillas fundó el diario El Correo de la Tarde, y nombró director al poeta nicaragüense Rubén Darío, por entonces residente en Guatemala y que acababa de llegar procedente de El Salvador huyendo del golpe de Estado recién acaecido en ese país centroamericano. Allí empezaron a trabajar también Enrique Gómez Carrillo y su tío materno José Tible Machado por recomendación directa del poeta quien, al darse cuenta de su potencial como escritor, recomendó al presidente Barillas que otorgara al sobrino una beca para estudiar en España. Antes de zarpar para España escribió una brevísima crónica sobre un muchacho que se ahogó en el Puerto de San José, la cual firmó por primera vez con el nombre sus definitivo con que lo conocería el mundo literario: Enrique Gómez Carrillo. Al cumplir los dieciocho años, ya se encontraba en París, a donde se dirigió en vez de irse a España y en donde conoció a varios literatos, como los franceses Verlaine, Moréas y Leconte de Lisle, y el inglés Oscar Wilde. También empezó a llevar la vida bohemia que lo caracterizaría, por lo que el gobierno de Guatemala le retiró la beca que le había otorgado, y solo se la devolvió cuando Gómez Carrillo prometió dirigirse a Madrid.
A finales de 1891 llega a Madrid, donde con la ayuda de algunos guatemaltecos que vivían allí publicó su primer libro, Esquisses, que recoge semblanzas de varios escritores de la época, y colaboró en varias publicaciones, como Madrid Cómico, La Vida Literaria, Blanco y Negro, La Ilustración Española y Americana y Revista Crítica. Tras pasar miserias y desilusiones, Gómez Carrillo emprendió el regreso a París, en agosto de 1892. En 1893 publicó su segunda obra Sensaciones de Arte, la cual le valió que alguien lo llamara «el genio de 21 años»; Gómez Carrillo vivía en París y disfrutaba el ajenjo con sus amigos literatos, pero escribía en español porque la habilidad que tenía con la lengua castellana no se trasladaba a la lengua francesa. Al año siguiente publicó Literatura Extranjera, Estudios Cosmopolitas, la cual fue aclamada por la crítica y elevó su prestigio a gran escala; ya no quedaba literato famoso que no lo conociera en París, y hasta Guatemala llegaban los ecos de su fama.
En abril de 1895, Gómez Carrillo se embarca para El Salvador, porque había recibido información de que el general presidente de esa nación, Rafael Gutiérrez, le iba a nombrar cónsul general en París. Tras un naufragio en Colombia llegó a El Salvador, donde fue recibido como sobreviviente y varios ciudadanos le dieron ropa y dinero para que se recuperara. En El Salvador, publicó nuevamente su libro Literatura Extranjera, pero con el nombre de Notas y Estudios, el cual le procuró un gran número de lectores en América Central. Tras una breve visita a su familia en Guatemala, regresó a París. Ese mismo año fue nombrado académico correspondiente de la Real Academia Española.
Hacia 1897, Gómez Carrillo era ya un escritor reconocido, con una reputación de consumado seductor, que se debía a su estilo de vida disipado, y se refleja en las obras que escribió por esa época: Notas sobre las enfermedades de la sensación desde el punto de vista de la literatura, Almas y cerebros (1900), Del amor, del dolor y del vicio y en cuentos como Marta y Hortensia, en donde trataba abiertamente el tema de amor entre las protagonistas. La crítica de estos libros era reservada para los temas, pero no para el autor, quien seguía siendo exaltado por su calidad.

### Carrera política

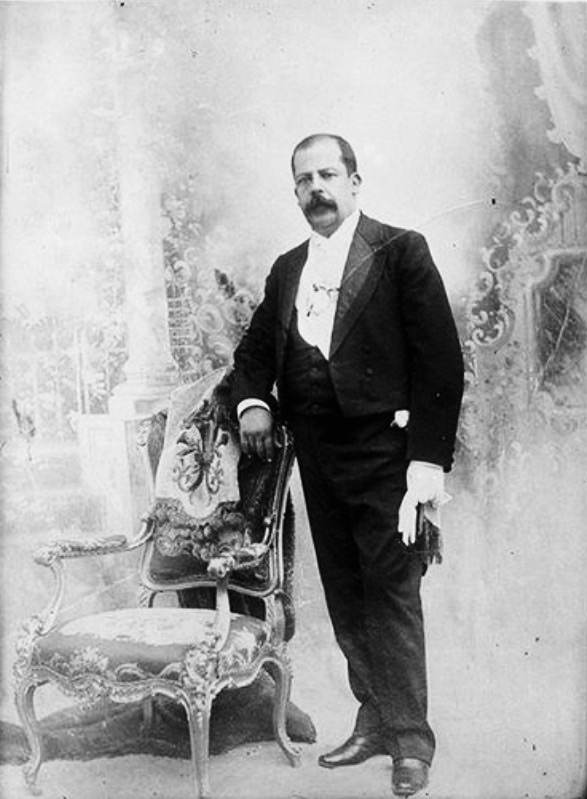
Manuel Estrada Cabrera, presidente de Guatemala de 1898 a 1920 y mecenas de Gómez Carrillo.

En 1898, mientras su obra Del amor era ardientemente discutida en Guatemala, y su nombre mencionado en revistas de España y América, su hermana Luz Gómez Tible se casó con un ciudadano germano-judío y lo fue a visitar a París. Desafortunadamente, su cuñado murió al poco tiempo en París, y tuvo que regresar a Guatemala acompañando a su hermana viuda. Al regresar a Guatemala, se encontró con que el presidente del país era ahora el licenciado Manuel Estrada Cabrera. Gómez Carrillo fue presentado al presidente interino por un amigo mutuo; Estrada Cabrera lo felicitó por sus triunfos literarios y lo invitó a participar en la campaña presidencial que se estaba desarrollando en el país, a lo cual Gómez Carrillo aceptó gustoso, ya que veía en el licenciado una esperanza de progreso para la patria guatemalteca y un mecenas que lo ayudaría a regresar a Europa. Así se inició su carrera política: como portavoz del presidente Estrada Cabrera en La Idea Liberal. Como recompensa a su ayuda en la elección presidencial, fue nombrado cónsul de Guatemala en París por Estrada Cabrera, con un sueldo mensual de doscientos cincuenta pesos oro.
Durante el tiempo que estuvo en La Idea Liberal, se mantuvo escribiendo mientras sus compañeros de redacción charlaban, o bien, se iba a un escaño de un parque o a la mesa de un café a continuar escribiendo; el mismo periódico publicó en folletín su novela Bohemia Sentimental, la cual fue después editada en libro en Guatemala y en 1902 por la Librería Americana de París.

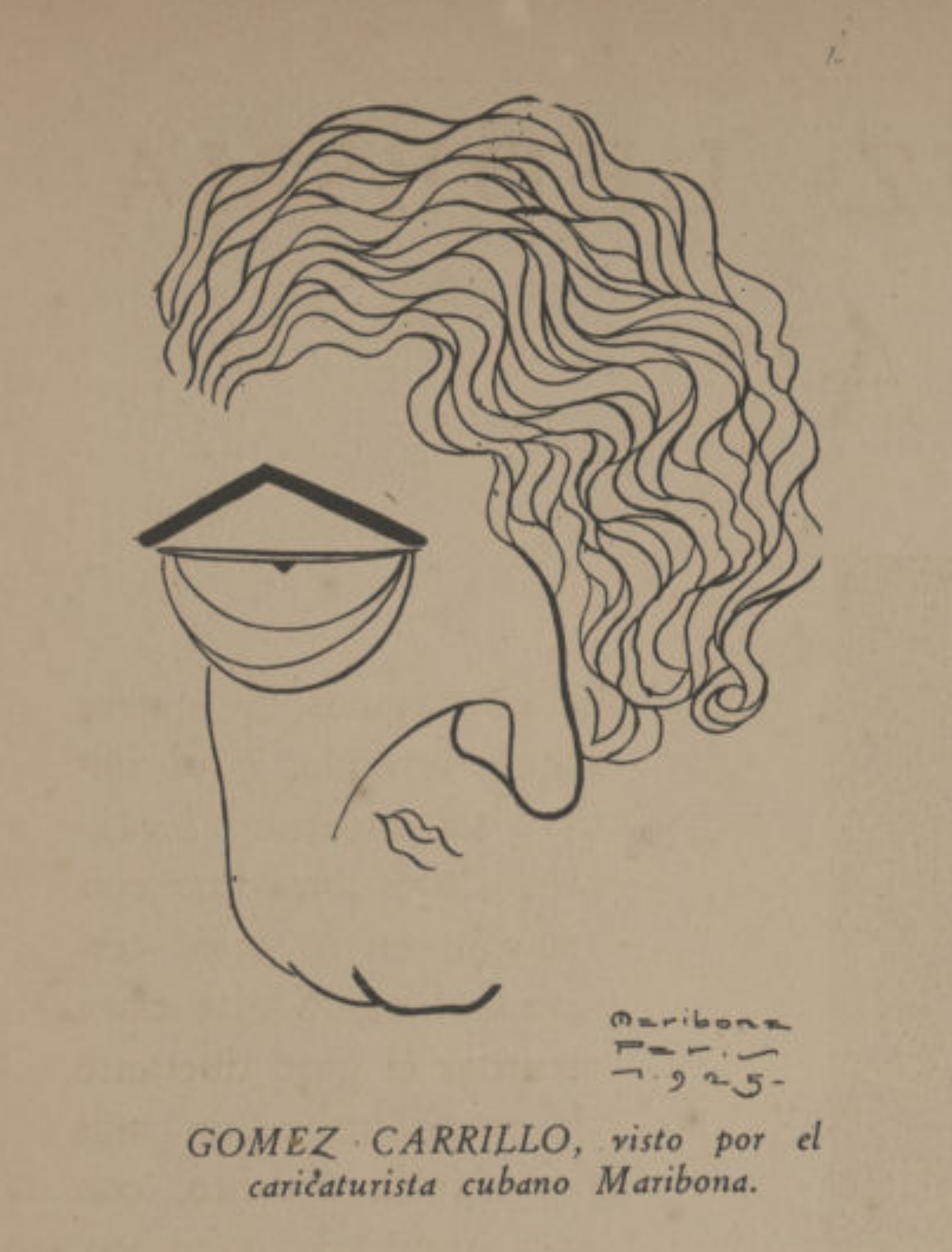
Caricaturizado por Maribona

Ya en París, se dedicó a sus tareas diplomáticas aprovechando su condición de cónsul literato amigo del presidente guatemalteco (llegando incluso a dictar una conferencia en la Sorbona sobre Guatemala y su gobierno), a la vez que no desatendió sus quehaceres literarios. El sueldo mensual, que recibía atrasado en muchas ocasiones, y los gastos que cobraba por desmentir a los periódicos europeos que criticaban al gobierno de Estrada Cabrera, le permitieron una vida regalada en los mejores cafés y lugares de descanso de Francia, así como fondos para cortejar a numerosas de damas de la sociedad parisina.
Aunque no ejercía su labor diplomática como su principal fuente de ingresos, ni con el mismo afán que ponía en su obra literaria y periodística, sus reportes al secretario de Relaciones Exteriores de Guatemala eran muy elaborados. He aquí un ejemplo que se encuentra en El Guatemalteco, Diario Oficial de Guatemala:
Años más tarde, el presidente argentino Hipólito Yrigoyen le nombraría también representante de Argentina en la misma ciudad.
Hacia el final de su carrera literaria volvió a ocuparse de la vida pública de Guatemala tras la expulsión de Guatemala del arzobispo Muñoz y Capurón, quien se había inmiscuido en la política local tras la caída del licenciado Estrada Cabrera en 1920. Atacó al presidente de turno, general José María Orellana -quien había sido jefe del Estado Mayor del ejército de Estrada Cabrera- pero fue refutado por la prensa local y tuvo que rectificar aduciendo que comprendía que ya no se estaba viviendo la «dictadura del tirano de La Palma». Pese a su disculpa, ya nunca regresaría a Guatemala, en donde era considerado un «cabrerista» y por ende, non grato.

### Carrera periodística
Desde su llegada a Europa, Carrillo envió sus artículos de crítica y opinión a El Liberal, prestigioso diario español.

#### Corresponsal de prensa
Como cronista periodístico en Europa había pocos que le igualaran y ninguno que le superara, haciéndose acreedor al sobrenombre «El Príncipe de los Cronistas». Su vasta producción no es conocida en su totalidad, pues colaboró con muchas publicaciones, en las que sobresalen las siguientes:
1. En Buenos Aires (Argentina): La Nación y La Razón.
2. En La Habana (Cuba): Diario de La Marina.
3. En Madrid (España): El Liberal -con dos mil seiscientas sesenta y siete crónicas de 1899 a 1920-, Blanco y Negro, La Esfera, Pluma y Lápiz, Electra, El Imparcial y ABC -con quinientas setenta crónicas de 1921 a 1927-.

Entre sus principales contribuciones se encuentran:
1. Reportaje sobre la situación de la Rusia zarista en 1905. Durante su viaje a San Petersburgo junto al director de El Liberal Alfredo Vicenti, conoció la tremenda realidad del gobierno del zar Nicolás II, el clero ortodoxo, los movimientos de los obreros y estudiantes y la represión de los oficiales y nobles. Tras aparecer en El Liberal, sus reportajes aparecieron en su libro La Rusia actual, con prólogo del propio Alfredo Vicenti uno de sus mejores amigos y mentor.[1] Esta obra fue la denuncia más vehemente de la injusticia en Rusia hecha en español. Como no era obra de un político o de un gobierno en específico, quedó como un documento irrefutable por su objetividad e imparcialidad.[19]
2. Egipto, Japón y China, también en 1905. Con motivo de la victoria del Imperio Japonés sobre los rusos, Gómez Carrillo convenció a los directores de los periódicos para los que trabajaba para visitar el Lejano Oriente. El objetivo periodístico del viaje era informar a los lectores de El Liberal y La Nación sobre la situación de Japón como país vencedor, las consecuencias que produjo la guerra y el rumbo que tomaba el poderoso imperio, pero sus reportajes no solo dan cuenta de las costumbres políticas, sociales de los países que visitó sino que, como corresponde a un experimentado seductor, también da cuenta de las costumbres y tradiciones eróticas de dichos países. De sus apuntes publicó dos libros:
  - De Marsella a Tokio, sensaciones de Egipto, la India, la China y el Japón publicado en 1906 y prólogo escrito por Rubén Darío.[20]
  - El alma japonesa publicado en 1907 y dedicado al presidente de Guatemala Manuel Estrada Cabrera por hacer «del culto de la enseñanza popular una religión moderna».[21] Cabe mencionar que cuando este libro fue traducido al francés, el gobierno de Francia le otorgó la cruz de la Legión de Honor «por su larga, perseverante y conspicua labor de propagandista de los valores literarios de Francia y de la cultura francesa».
3. Tierra Santa: Tras un viaje por Tierra Santa en 1913, escribió su libro Jerusalén y la Tierra Santa, el cual fue bien recibido por la crítica literaria, pero atacado por los religiosos. A pesar de la crítica religiosa, el libro tuvo gran circulación en España y América. Fue excomulgado por varios obispos en ambos continentes, pero Rubén Darío resume mejor quien resultó airoso al final: «es lo más firme, lo más sentido, lo más meditado de toda su obra... Si este diablo de hombre quisiera, aún después de la excomunión, lo prologaría ahora un cardenal!»[22]
4. La Primera Guerra Mundial: durante los primeros tres años de la Gran Guerra, ejerció como corresponsal de El Liberal, y gracias a sus detalladas crónicas, producto de su valor al acercarse a pocos metros de las líneas alemanas, el público español conoció los horrores del frente. Un compendio de sus artículos se encuentra en sus obras: Crónica de la guerra (1915), Reflejos de la tragedia (1915), En las trincheras (1916), En el corazón de la tragedia (1916)[23] y La gesta de la Legión (1918), obra que relata la historia de los voluntarios españoles e hispanoamericanos en la Legión Extranjera francesa en África durante la guerra.

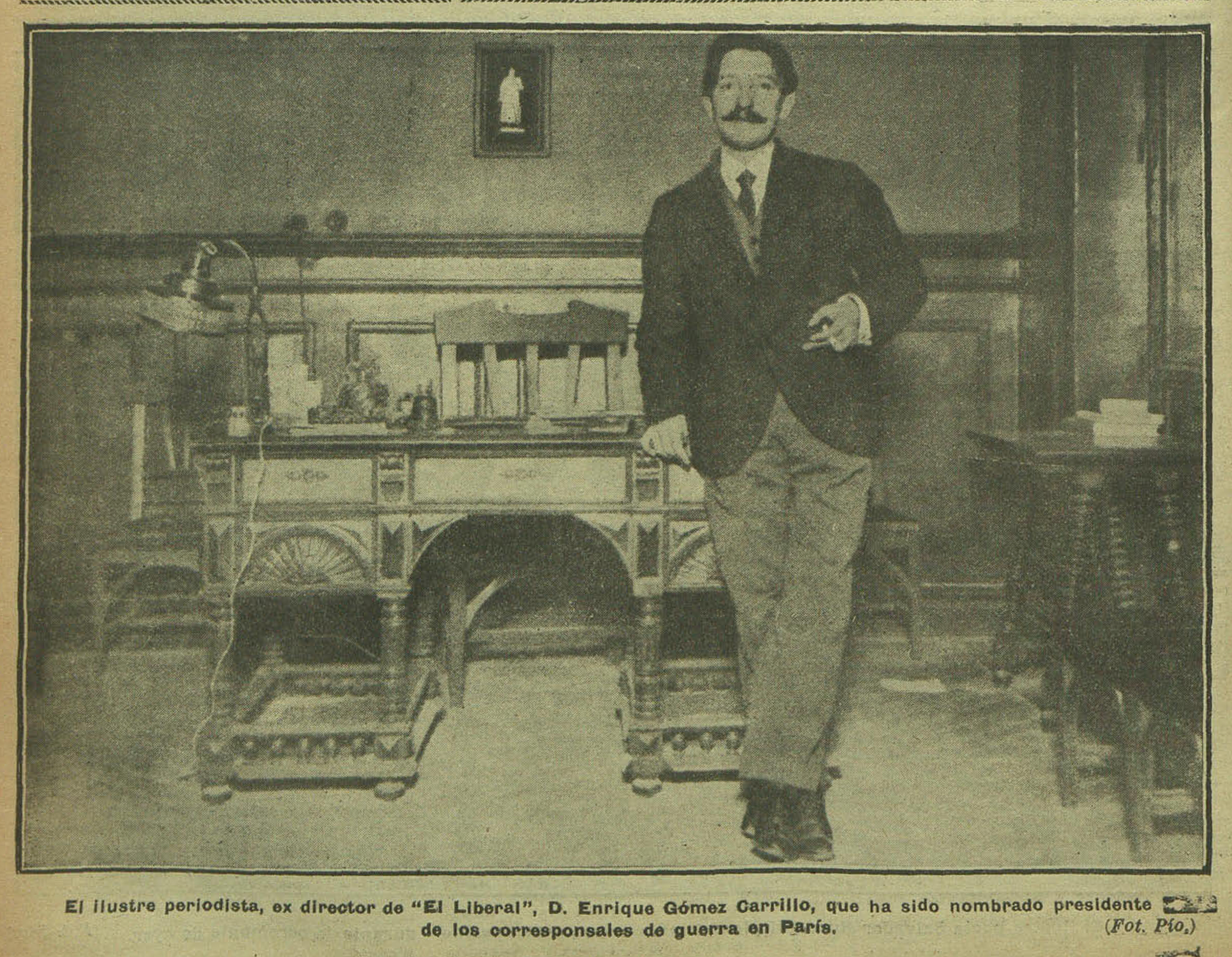
Gómez Carrillo en 1917 tras abandonar la dirección de El Liberal

Por sus contribuciones como cronista de guerra, el gobierno francés le otorgó la alta dignidad de comendador de la Legión de Honor. También fue un hábil entrevistador, siendo una de sus más famosas entrevistas la que le hizo al papa Benedicto XV durante la guerra; el papa lo recibió a pesar de ser Gómez Carrillo un reconocido casanova y escritor herético. En 1916 empezó a dirigir el periódico El Liberal de Madrid, pero solo pudo dirigirlo durante un año, debido a sus múltiples viajes como corresponsal.

#### Revistas
En 1907 empezó a publicar la revista El Nuevo Mercurio, la cual contó con contribuciones de primera calidad del mundo literario hispanoamericano: además de Gómez Carrillo, escribieron en la revista Catulle Mendes, Jean Moréas, Ruben Darío, José María Vargas Vila, Miguel de Unamuno, Manuel Ugarte, Amado Nervo, entre otros. Desgraciadamente, y pese a la calidad de sus artículos, tuvo que ser cancelada pues no fue del agrado del público.

### Matrimonios y romances célebres
| Nuestro matrimonio era tan distante que durante un altercado reaccionamos así: «él con cortés distanciamiento y yo con frialdad marcada y fingida». —Aurora Cáceres |

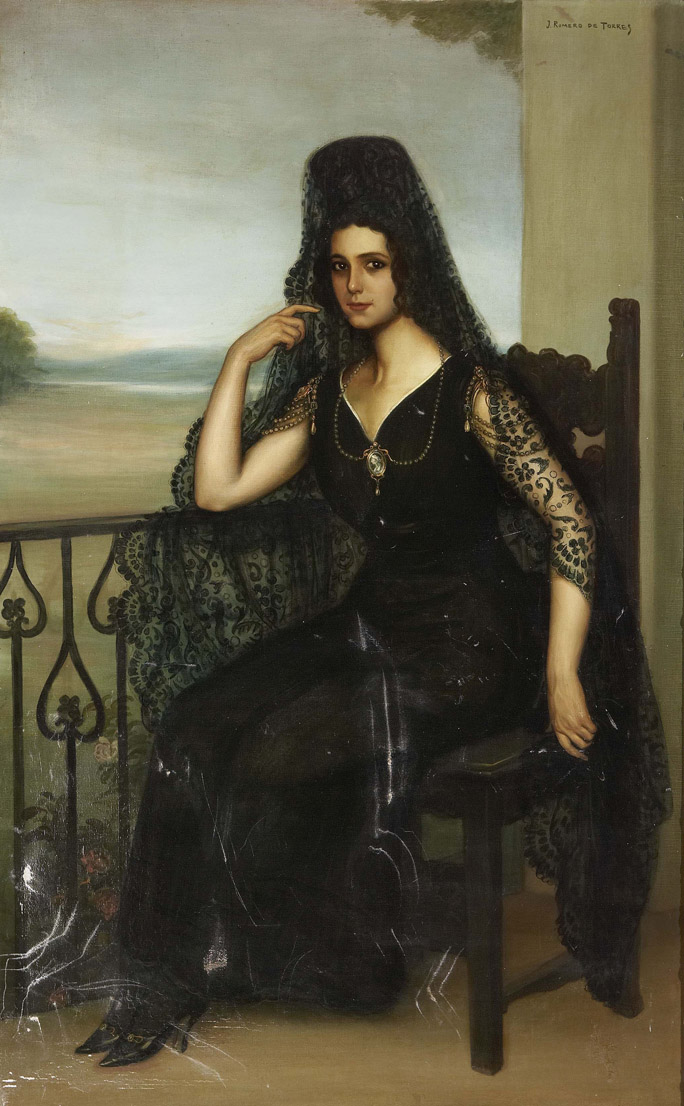
Raquel Meller, cantante y actriz española.
Segunda esposa de Gómez Carrillo (1919-1920)
Cuadro de Julio Romero de Torres.

Debido a sus dotes físicas e intelectuales, Gómez Carrillo gozó de gran popularidad entre las damas, teniendo un gran número de relaciones con artistas, escritoras, y demás damas de la sociedad parisiense. Pero hubo algunas damas que lograron, aunque fuera por corto tiempo, tenerlo para ellas solas:
- Alice Freville: dama francesa, «encantadora, inteligente y muy literata»[28] con quien vivió un tórrido romance a su llegada a París y posterior estancia en Madrid.[29] Aunque se separó de ella en 1902, solía visitarla cuando se sentía agobiado y siempre veló por su bienestar, hasta la muerte de ella.
- Aurora Cáceres: escritora feminista peruana, hija del expresidente peruano general Andrés Avelino Cáceres. Se casaron el 6 de junio de 1906, pero por los constantes cambios de ánimo de Gómez Carrillo y por no sentirse ella cómoda en el ambiente parisino, el matrimonio no perduró, separándose en abril de 1907. Ella escribió un libro sobre su vida con el cronista llamado Mi vida con Enrique Gómez Carrillo.[26] En su libro ella relata su biografía, y se percibe a una persona huraña, que no gustaba de las continuas fiestas y paseos, prefiriendo la soledad para leer y escribir. Tan solitaria era que le agradaba tener en su dormitorio dos camas sencillas, a la manera de los hoteles alemanes, en vez de una cama conyugal.

Pero sus visiones políticas eran las mismas que las de su marido: ambos se distanciaron del entonces joven escritor guatemalteco Miguel Ángel Asturias cuando este hizo de Manuel Estrada Cabrera la figura principal de su novela antidictatorial El Señor Presidente».

#### Raquel Meller

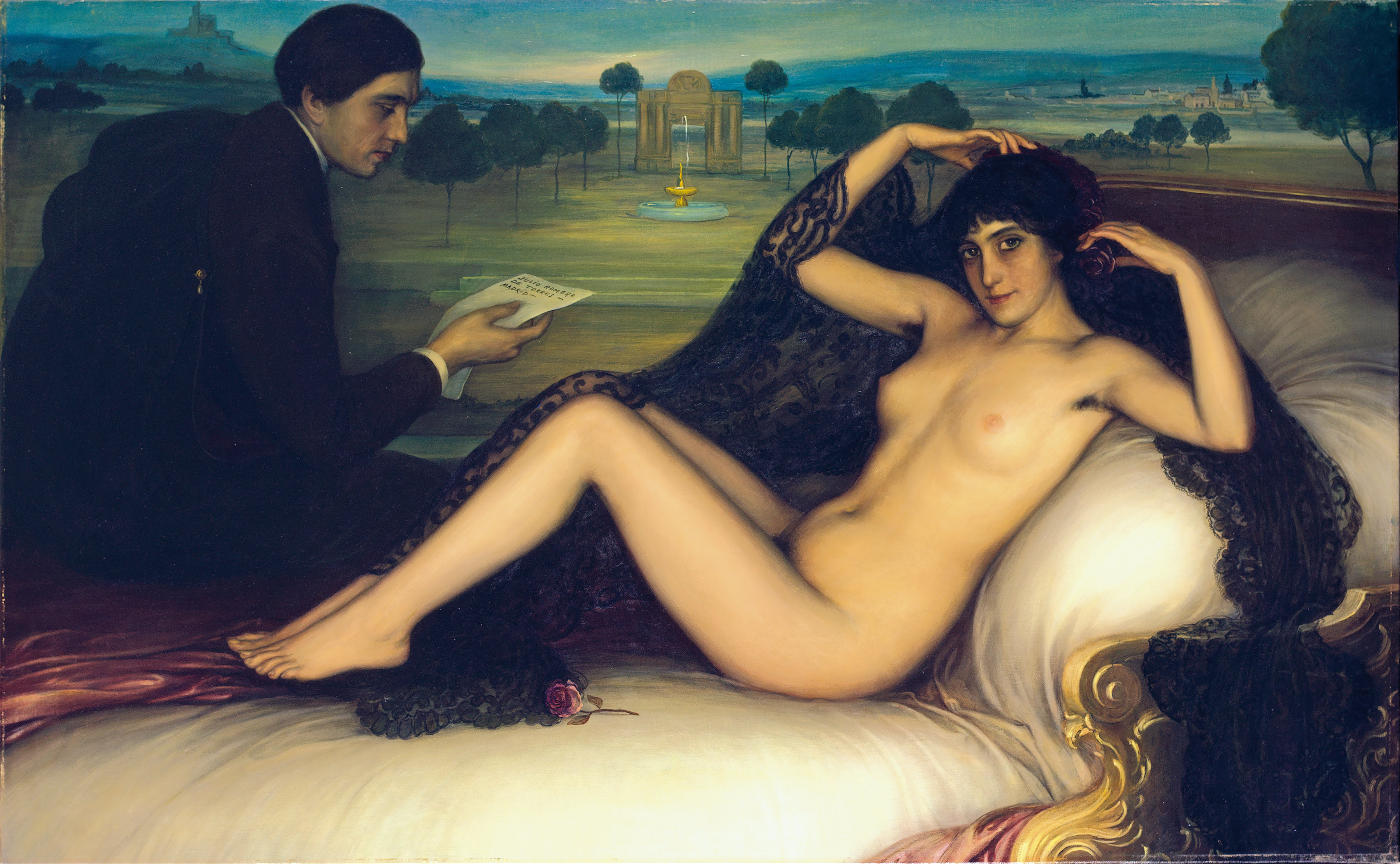
La Venus de la poesía (1913), de Julio Romero de Torres. Museo de Bellas Artes de Bilbao. Este cuadro es una alegoría que muestra los retratos de la cupletista Raquel Meller y Enrique Gómez Carrillo.

Gómez Carrillo conoció a la famosa cupletista española Raquel Meller hacia 1912. De 1913 es el cuadro de Julio Romero de Torres en el que se ve a la pareja protagonizando la escena: un desnudo de la dama ante los ojos del poeta. Tras una relación de altibajos, la pareja se casó en 1919. Pero para entonces, Gómez Carrillo delataba ya el daño que los excesos habían hecho en su persona: sus constantes borracheras e infidelidades causaban discusiones frecuentes; pero el punto álgido ocurrió cuando Raquel Meller se dio cuenta de que su esposo malgastaba el dinero que ella ganaba. Tras una fuerte discusión pública sobre sus finanzas, la pareja se divorció en 1920.

#### Consuelo Suncín

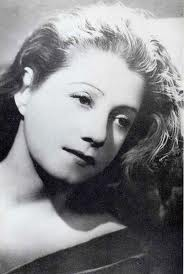
Consuelo Suncín, tercera esposa de Gómez Carrillo (1926-1927).

Consuelo Suncín: escritora francesa-salvadoreña, educada en México en Literatura y Derecho. Viajó a París junto a su protector, José Vasconcelos. Ya en París, se enamoró de Gómez Carrillo y se casó con él en 1926, enviudando apenas once meses después, cuando el cronista sufrió un derrame cerebral.

#### El caso de Mata Hari

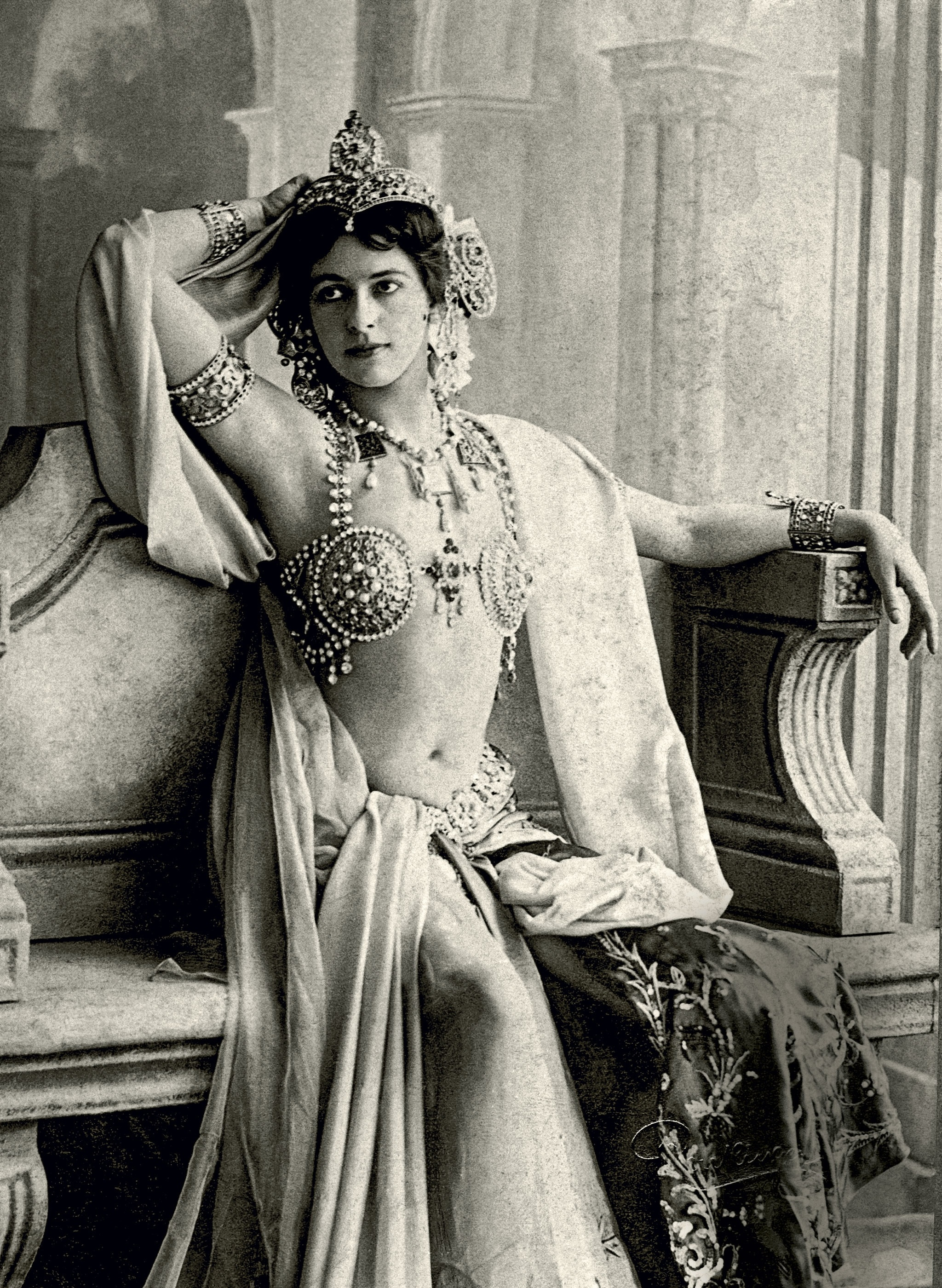
Mata Hari, célebre bailarina exótica y espía alemana durante la Primera Guerra Mundial.
Se dijo que Gómez Carrillo la había entregado a los franceses, lo cual es falso.

Mata Hari era una famosa bailarina exótica, acusada y fusilada por el gobierno francés por sus vínculos con el servicio de espionaje alemán durante la Primera Guerra Mundial. En su autobiografía, el almirante Wilhelm Canaris, jefe de los servicios secretos alemanes, cuenta que fue él quien la entregó a los franceses cuando sus servicios ya no eran necesarios para Alemania, aunque esta aseveración todavía se mantiene como hipótesis. Pero al momento del hecho, se hizo circular el rumor mordaz de que fueron Gómez Carrillo y su esposa Raquel quienes la entregaron a los franceses (aunque para el momento de la muerte de Mata Hari, el cronista todavía no conocía a Raquel); este escándalo fue aprovechado por Gómez Carrillo para acrecentar su prestigio, e incluso escribió un libro sobre el mismo: El Misterio de la Vida y de la Muerte de Mata Hari.

## Muerte
Murió en París, el 27 de noviembre de 1927, y se encuentra sepultado en el Cementerio de Père Lachaise. Junto a él reposan los restos de su esposa Consuelo que, cuando murió era condesa de Saint-Exupéry por su tercer matrimonio con el piloto y escritor francés Antoine de Saint-Exupéry.

### Monumento en la Ciudad de Guatemala

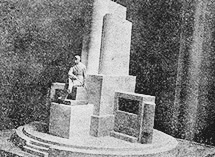
Maqueta original del monumento a Gómez Carrillo.

El 9 de julio de 1941, a iniciativa del escritor nicaragüense Juan Manuel Mendoza, quien fuera biógrafo de Gómez Carrillo, se instituyó el Comité pro-monumento a Enrique Gómez Carrillo, el cual estuvo presidido por la señora Natalia Górriz de Morales. El comité tuvo entre sus colaboradores a Miguel Ángel Asturias y Federico Hernández de León, quienes pusieron a la orden del Comité, el Diario del Aire, y Nuestro Diario, respectivamente. Finalmente, durante el gobierno del doctor Juan José Arévalo, el monumento se inauguró en 1947 en la Plaza Concordia, la cual fue bautizada con el nombre de «Parque Enrique Gómez Carrillo».

### Monumento en el Cementerio General de Guatemala
En 1960 se construyó el panteón dedicado a los intelectuales ilustres fallecidos en el extranjero en el montículo N.°5 del Cementerio General de la Ciudad de Guatemala. Desafortunadamente, debido al golpe de Estado de 1963 que derrocó al general Miguel Ydígoras Fuentes, presidente de Guatemala y promotor de la idea, el proyecto quedó abandonado; solamente Antonio José de Irisarri -quien falleció en Nueva York en 1868 y cuyos restos fueron repatriados en 1968- y el poeta Domingo Estrada -cuyo deceso ocurrió en París en 1901- están sepultados en él. En el caso particular de Enrique Gómez Carrillo, este fue recordado con una placa conmemorativa ante la imposibilidad de repatriar sus restos. Para finales del siglo XX todas las letras de bronce habían sido robadas, las placas estaban atestadas de grafiti y el sitio era un muladar.

## Obra literaria

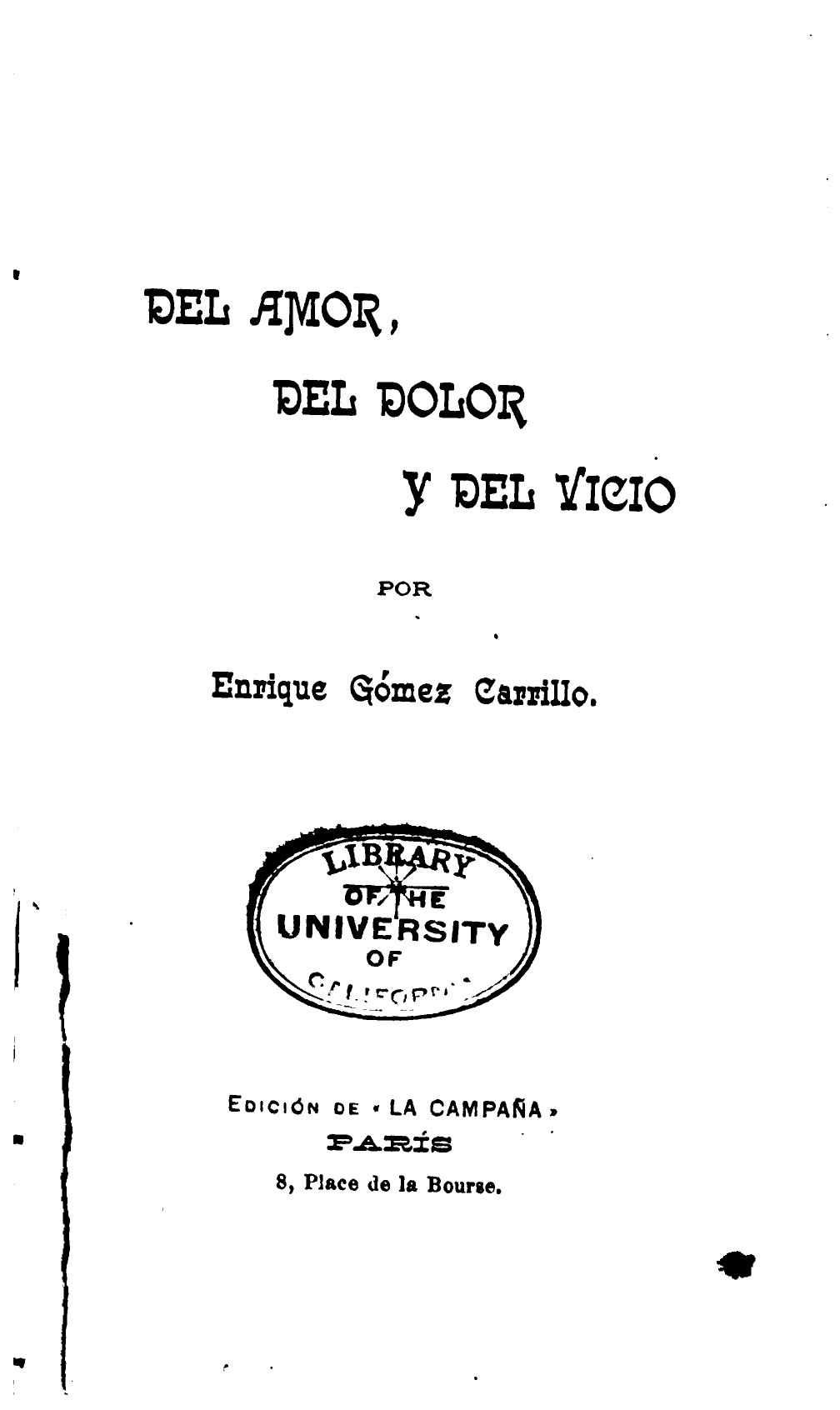
Portada de la novela Del amor, del dolor y del vicio (1898)

Colaboró en numerosas publicaciones de España, Francia e Hispanoamérica, y fue director de El Nuevo Mercurio (1907) y Cosmópolis (1919-1922). En su obra narrativa destacan Tres novelas inmorales: Del amor, del dolor y del vicio (1898), Bohemia sentimental (1899), Maravillas (1906) y El evangelio del amor (1922); en todas ellas predomina el tema erótico, dentro de una estética próxima al decadentismo.
Este es un extracto de la descripción que hace de Atenas en su obra Ciudades de ensueño:

Cuando abro mis ventanas por la mañana, lo primero que aparece ante mi vista es la colina sagrada. Allí, muy lejos, por encima de la columnata dispersa de Júpiter Olímpico, por encima de los muros enormes del Odeón de Herodes Ático, por encima de las casitas nuevas y de los cipreses jóvenes, la ruina milenaria surge en la gloria del sol que nace. El mármol se anima, acariciado por la luz matinal. En el ambiente claro flota como un áureo polvillo que dora todo lo que toca. 
Hay algo de apoteosis que se renueva todos los días en este alba ateniense.

He aquí un listado no exhaustivo de su obra no periodística:
| Género              | Título                                                                                                   | Año de publicación |
| ------------------- | --- | ------------------ |
| Crónica             | La Rusia actual. París: Garnier Hnos.                                                                    | 1906               |
| Crónica             | De Marsella a Tokio, sensaciones de Egipto, la India, la China y el Japón. París, Francia: Garnier Hnos. | 1906               |
| Crónica             | El alma japonesa. París: Garnier Hnos.                                                                   | 1907               |
| Crónica             | La Grecia eterna (en francés). París: Perrit et. Cie.                                                    | 1909               |
| Crónica             | El Japón Heroico y Galante. Madrid, España: Renacimiento.                                                | 1912               |
| Crónica             | Romerías. París, Francia: Garnier Hnos.                                                                  | 1913               |
| Crónica             | La sonrisa de la esfinge                                                                                 | 1913               |
| Crónica             | Jerusalén y la Tierra Santa                                                                              | 1914               |
| Crónica             | En el corazón de la tragedia (en inglés). Londres, Nueva York y Toronto: Garnier Hodder and Stoughton.   | 1917               |
| Crónica             | Vistas de Europa. Madrid, España: Mundo Latino.                                                          | 1919               |
| Crónica             | El encanto de Buenos Aires. Madrid, España: Mundo Latino.                                                | 1921               |
| Crónica             | Campo de Batalla y Campos de Ruinas. España: Ediciones del Viento.                                       |                    |
| Crónica             | Pequeñas historias de la Gran Guerra. Libros de la Ballena.                                              |                    |
| Ensayo              | Sensaciones de arte                                                                                      | 1893               |
| Ensayo              | Literatura extranjera                                                                                    | 1895               |
| Ensayo              | El modernismo                                                                                            | 1905               |
| Ensayo              | Treinta años de mi vida; El despertar del alma 1. Buenos Aires, Argentina: Casa Vaccaro.                 | 1918               |
| Ensayo              | Literaturas exóticas                                                                                     | 1920               |
| Ensayo              | Safo, Friné y otras seductoras                                                                           | 1921               |
| Ensayo              | El misterio de la vida y de la muerte de Mata-Hari                                                       | 1923               |
| Ensayo              | Las cien obras maestras de la literatura universal                                                       | 1924               |
| Ensayo              | La nueva literatura francesa                                                                             | 1927               |
| Narrativa           | Del amor, del dolor y del vicio. París: Edición de La Campaña. 1898.                                     | 1898               |
| Narrativa           | Almas y cerebros: historias sentimentales, intimidades parisienses, etc. París: Garnier Hnos.            | 1900               |
| Narrativa           | Maravillas, novela funambulesca. París y Ciudad de México: Librería de la viudad de Ch. Bouret.          | 1906               |
| Narrativa           | El evangelio del Amor. Madrid, España: Mundo Latino.                                                     | 1922               |
| Narrativa           | La teta y la maleta. Libros de la Ballena.                                                               |                    |
| Propaganda política | «Manuel Estrada Cabrera». Club Constitución (Guatemala: Síguere y Cía).                                  | 1898               |
| Propaganda política | Guatemala y su gobierno liberal: conferencia leída en La Sorbona de París. Barcelona: P. Toll.           | 1902               |

### Olvido de su obra en Guatemala

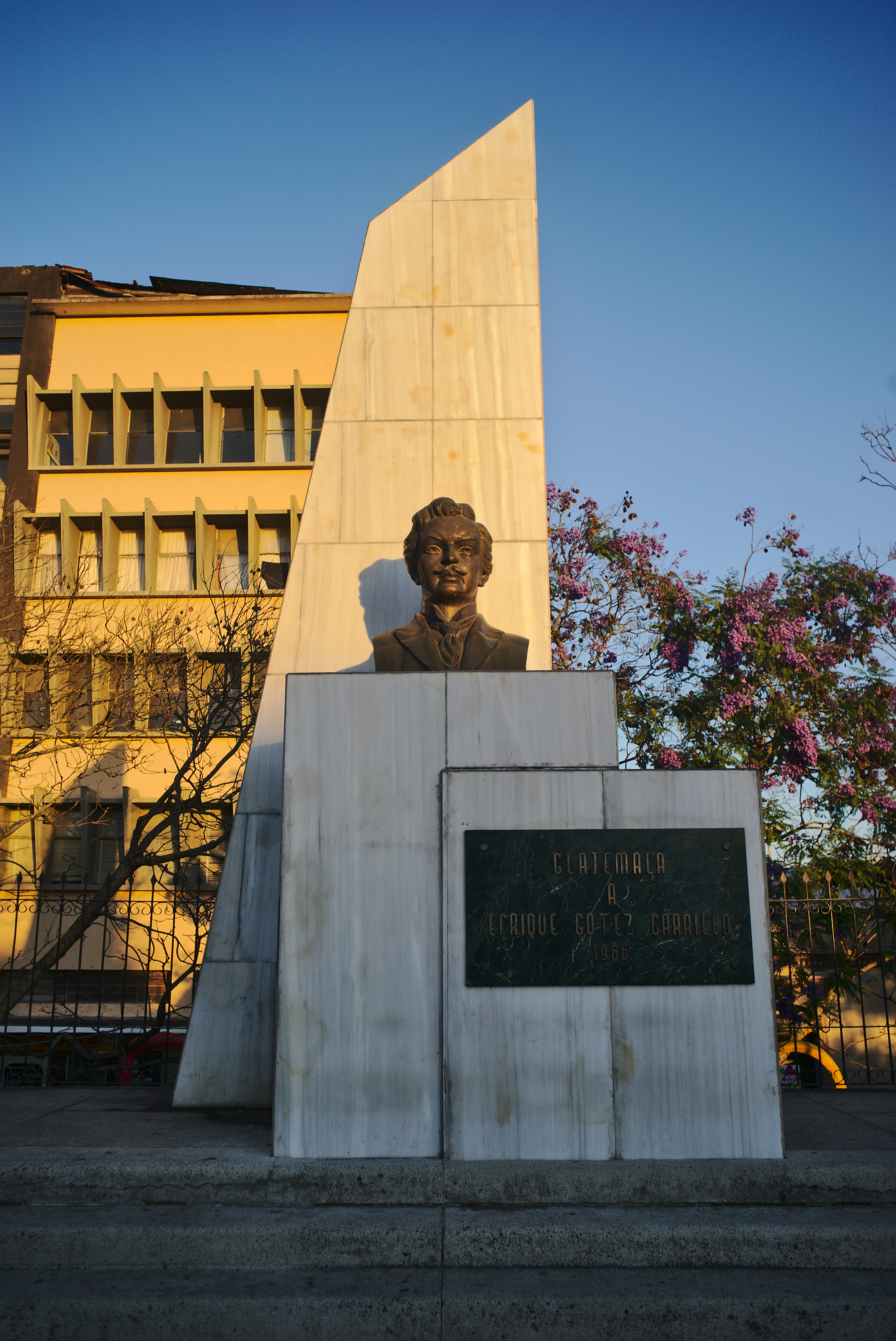
Busto dedicado a Enrique Gómez Carrillo

Guatemala es probablemente el país en donde menos se conoce la obra de Gómez Carrillo, y en donde quienes la conocen son quienes más la critican. La cultura oficial guatemalteca ha ignorado al cronista, dándole la espalda a su obra y a su persona. Luis Cardoza y Aragón, el guía espiritual de la izquierda guatemalteca, ha sido responsable directo de la imagen negativa que los guatemaltecos se han formado de Gómez Carrillo desde la segunda mital del siglo XX. En sus dos libros de memorias -y que constituyen verdaderas biblias para sus seguidores- Cardoza y Aragón le dedica sendos capítulos donde lo denigra y vapulea con saña. Sus críticas, sin embargo, no logran ocultar el resentimiento y la envidia por aquel célebre cronista, a quien el mismo Cardoza y Aragón frecuentaba durante sus años de juventud en París, y a quien le dedicó su primer libro de poemas.
Es en el siglo XXI que en segundo volumen de la serie de retratos Escritores Representativos de América, le han dedicado un lúcido capítulo en el que se explica el olvido deliberado que ha rodado al cronista en su propia tierra. Dicho capítulo dice: «desde que murió Darío en 1916, se han sucedido muchos libros acerca del modernismo. Por lo común soslayan la personalidad de Gómez Carrillo. Este mosquetero triunfador de la existencia, no ha logrado evitar el destino que la muerte depara a los que abusan con exceso de la vida. Además, ha carecido de algo indispensable para la inmediata celebridad: parientes bienqueridos y gobierno amparador.» Y más adelante agrega: «[...] en Guatemala inquiriendo sobre Gómez Carrillo, no me informó nadie. Su propio hermano, profesor de idiomas, contertulio del Hotel Continental, subsiste ajeno a la gloria del magistral cronista [...] y en las librerías no se encuentra una sola obra suya.[...] más fácil encontrarlas en Buenos Aires y seguramente en Madrid.
Es en España, en la década de 2010, donde se ha ido despertando de nuevo el interés por su obra; algunos de sus libros más importantes se han reeditado y desde 2014, en conmemoración del centenario de la Primera Guerra Mundial, han vuelto a circular varios de los libros de crónicas que Gómez Carrillo escribiera cuando fue enviado especial en el frente, para El Liberal, de Madrid y La Nación, de Argentina.